# Novogvinejska kokošina
Novogvinejska kokošina (lat. Megapodius decollatus; sin. Megapodius affinis) je vrsta ptice iz porodice kokošina. Živi u Indoneziji i Papui Novoj Gvineji. Prirodna staništa su joj suptropske i tropske vlažne nizinske i planinske šume.